# Herbert C. Hoover Building
Das Herbert C. Hoover Building ist der Hauptsitz des Handelsministeriums der Vereinigten Staaten in Washington, D.C. und Contributing Property der Pennsylvania Avenue National Historic Site.
Das Gebäude befindet sich in der 1401 Constitution Avenue NW. Es gehört zu einem Block, der im Süden von der Constitution Avenue NW, im Norden von der Pennsylvania Avenue NW, im Westen von der 15th Street NW und im Osten von der 14th Street NW umschlossen wird. Es befindet sich im Federal Triangle, östlich von der Ellipse, nördlich der National Mall und westlich der weiteren Gebäude des Handelsministeriums, dem John A. Wilson Building und dem Ronald Reagan Building. Das Gebäude ist im Besitz des General Services Administration.
Das Gebäude wurde 1932 fertiggestellt und 1981 nach Herbert Hoover umbenannt. Hoover war von 1921 bis 1928 Wirtschaftsminister und von 1929 bis 1933 Präsident der Vereinigten Staaten. Die nächstgelegene Metrorail-Station liegt am Federal Triangle.
Das Besucherzentrum des Weißen Hauses (im Erdgeschoss) befinden sich ebenfalls in diesem Gebäude. Bis 2013 befand sich im Untergeschoss das National Aquarium in Washington, D.C.

## Geschichte

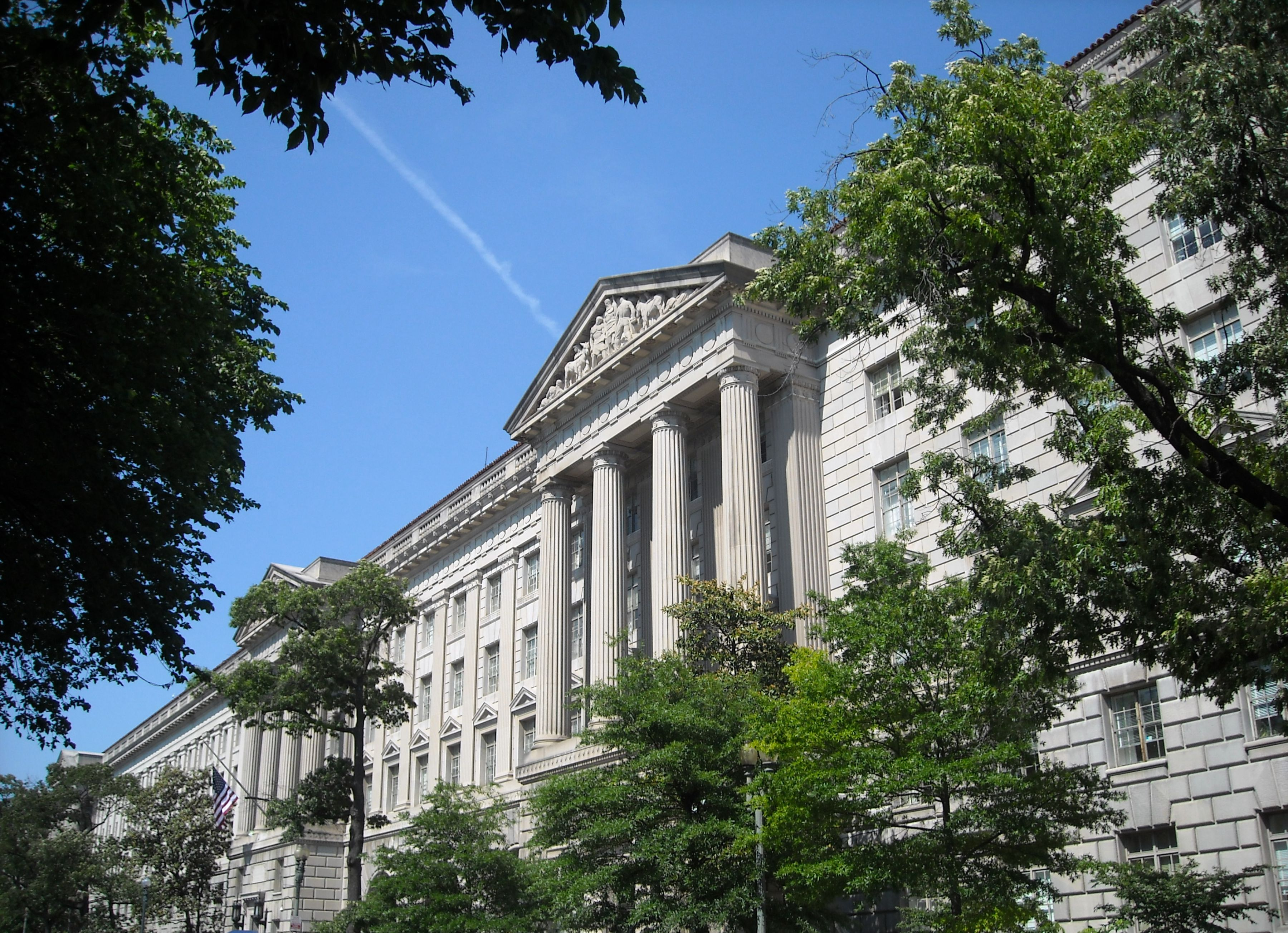
Herbert C. Hoover Building, Blick von der 17th Street NW Nähe Constitution Avenue auf das Herbert C. Hoover Building

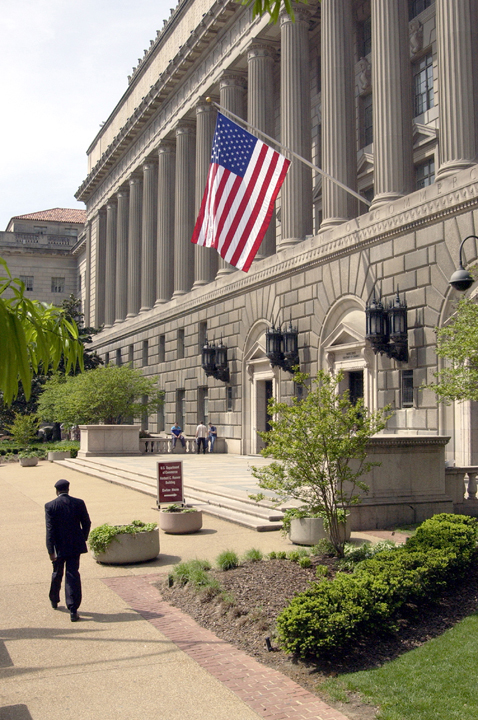
Haupteingang, 14th Street NW und Constitution Avenue NW

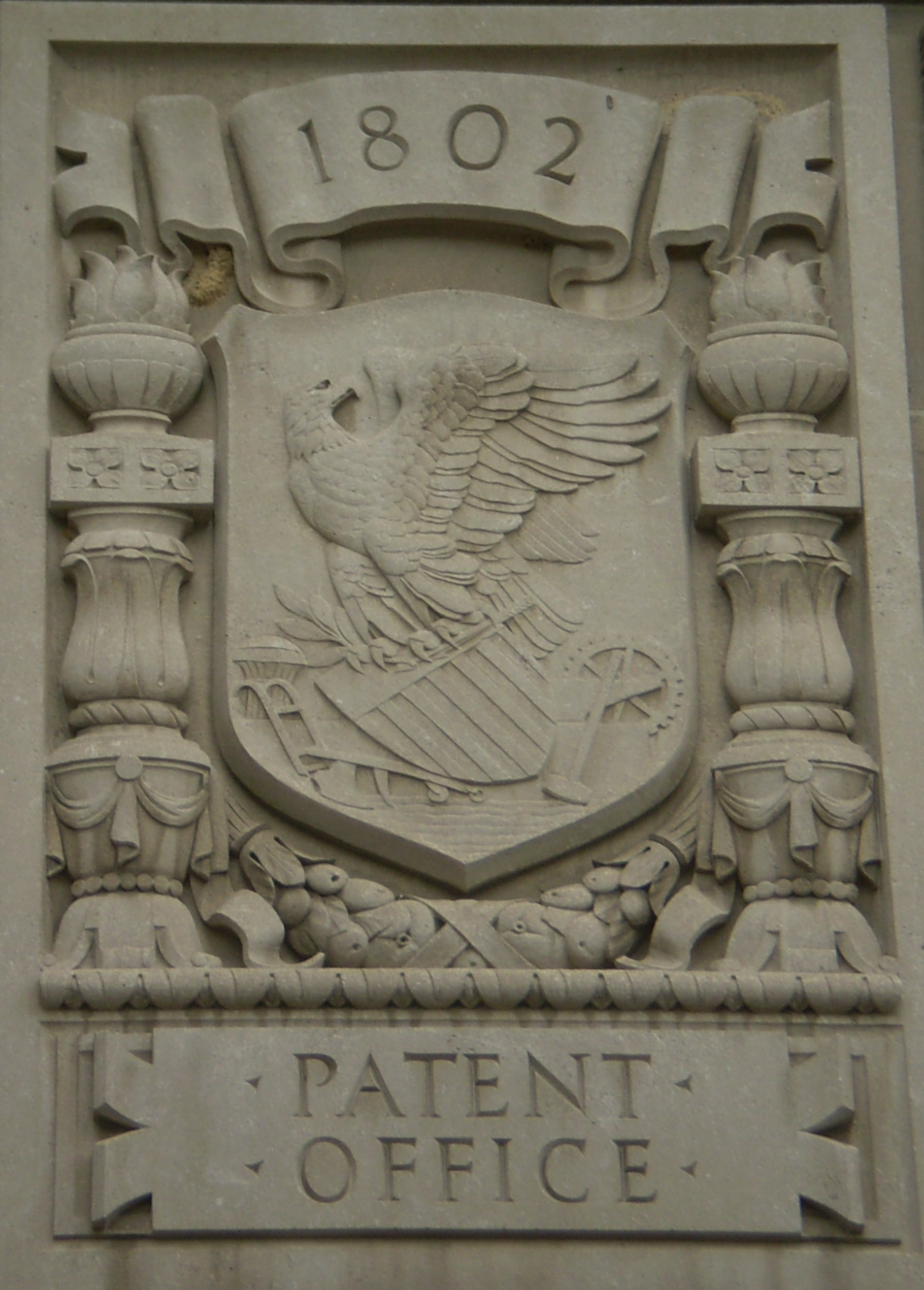
Das Wappen des Patentamtes der Vereinigten Staaten am Herbert C. Hoover Building.

Das Handelsministerium wurde gegründet, nachdem Präsident William Howard Taft am letzten Tag seiner Amtszeit, dem 4. März 1913, das Gesetz zur Aufteilung des „Ministeriums für Handel und Arbeit“ in das Handels- und das Arbeitsministerium unterschrieben hatte.
Im Jahr 1928 genehmigte der Kongress den Kauf von Grundstück, die heutzutage als „Federal Triangle for departmental offices“. Die Genehmigung war ein Teil einer Welle von staatlichen Baumaßnahmen. Das Gesetz für öffentliche Gebäude erlaubte der Regierung private Architekten für den Entwurf von öffentlichen Gebäuden zu engagieren. Dies führte zu einem großflächigen Bau von öffentlichen Gebäuden, einschließlich der Entwicklung des 280.000 m² großen Federal Triangle Geländes zwischen dem Kapitol und dem Weißen Haus. Schon kurze Zeit später entwickelten Finanzminister Andrew W. Mellon und ein Gremium von architektonischen Beratern eine Richtlinie zur Gestaltung des Geländes. Das Gremium bestand aus führenden Architekten und wurde von Edward H. Bennett vom Architekturbüro Bennett, Parsons, und Frost aus Chicago geleitet. Unter Bennetts Führung entwarf jedes Mitglied ein Gebäude im Federal Triangle Komplex um jeder Regierungsbehörde oder -abteilung ein Gebäude zu bieten, das alle funktionellen Anforderungen erfüllt und dabei die Kombination der einzelnen Gebäude einen harmonischen, monumentalen Gesamteindruck bieten, der die Würde und Autorität der Regierung der Vereinigten Staaten unterstreicht. Louis Ayres, ein Mitglied des Gremiums, wurde als Architekt für das Gebäude des Handelsministeriums ausgewählt. Ayres, Arthur Brown Jr. (mit dem Interstate Commerce Commission Gebäude beauftragt), und William Adams Delano (ausgewählt für das United States Post Office Department Building) wurden mit der Gestaltung des westlichen Bereiches der Triangle und der Schaffung einer grünen, schattigen Promenade beauftragt.
Baubeginn war am 4. Oktober 1927, als Herbert C. Hoover Handelsminister war. Der Grundstein wurde am 10. Juli 1929 zu Beginn von Hoovers Amtszeit als Präsident gesetzt. Das Gebäude wurde 1932 fertiggestellt und war zu dieser Zeit das größte Bürogebäude der Welt.
Am 30. September 1965 wurde ein Teil der Pennsylvania Avenue inklusive des Herbert C. Hoover Buildings zur National Historic Site erklärt. Am 15. Oktober 1966 folgte die Registrierung der Pennsylvania Avenue National Historic Site im National Register of Historic Places.
1981 wurde das Gebäude aufgrund eines Bundesgesetzes nach Hoover umbenannt. Die offizielle Einweihung als Herbert C. Hoover Building war am 25. April 1983, zeitgleich mit dem Erscheinen der ersten Auflage der Biografie The Life of Herbert Hoover: The Engineer. von George H. Nash.

## Bauweise und Gestaltung

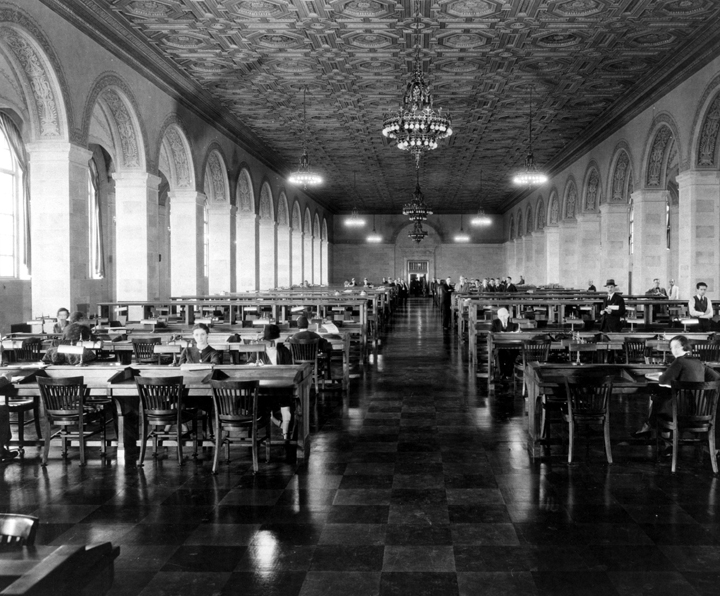
Malcolm Baldrige Great Hall, benannt nach Wirtschaftsminister Jr. Howard M. Baldrige

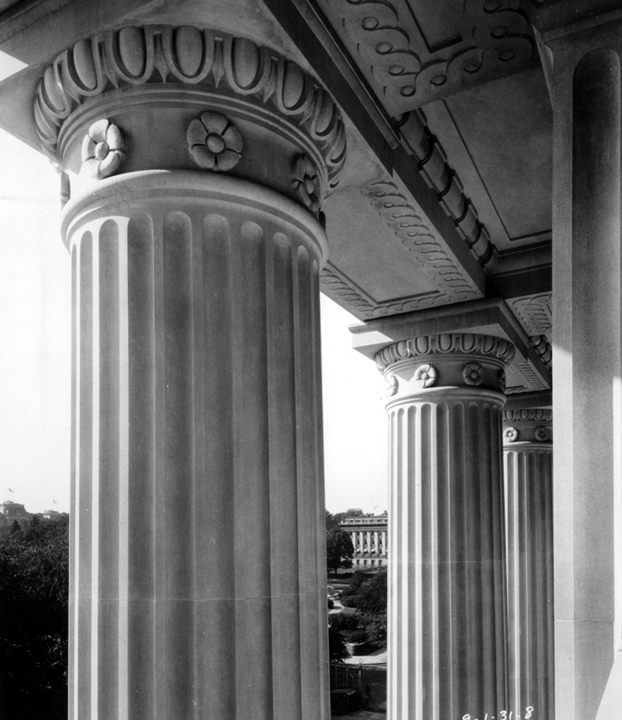
Dorische Säule

Das Gebäude ist rechteckig und misst ungefähr 98 Meter von Osten nach Westen und 310 Meter von Norden nach Süden. Es bildet fast die komplette Westseite des Federal Triangle von der Constitution Avenue bis zur E Street. Das Gebäude enthält 3300 Räume, die mit 300 Meter langen Korridoren verbunden sind. Flexible Unterteilungen anstelle starrer Wände war ein Teil der Originalplanung, um vielen der Behörden eine Veränderung in der Organisation der Abteilungen zu ermöglichen. Die The New York Times beschrieb es als „riesig“.
Die Malcolm Baldrige Great Hall (benannt nach Jr. Howard M. Baldrige, Wirtschaftsminister 1981–1985 unter Ronald Reagan), befindet sich im Erdgeschoss des nördlichen Ende des Gebäudes, mit Blick auf die Pennsylvania Avenue. Es beherbergt das Besucherzentrum des Weißen Hauses, betrieben vom National Park Service. Die Great Hall ist 69 Meter lang und 19 Meter breit und wurde ursprünglich als Patentverzeichnis mit mehr als 3 Millionen Patenten, die vom Handelsministerium, zu dem das US Patent- und Markenamt gehört, katalogisiert wurden. { Im Rahmen der Zweihundertjahrfeierlichkeiten der Vereinigten Staaten wurde die Great Hall zum „Besucherzentrum der Zweihundertjahrfeier“. Bis 1989 beherbergte sie das Touristen-Informationscenter der Stadt Washington. Renovierungsarbeiten begannen im Juli 1993 mit der Restaurierung der reich verzierten Gipsdecke, um die schlichte Eleganz der großen Halle wiederherzustellen. Die Original-Wände aus Indiana-Kalkstein, die Bronzetüren, die verzierten Böden aus Vermont-Marmor und die italienischen Bronzekerzenleuchter wurden gereinigt und renoviert. Im März 1995 wurde das Besucherzentrum des Weißen Hauses schließlich eröffnet.
Merkmale anderer Gebäude im Federal Triangle der 1930er Jahre finden sich in dem Gebäude, einschließlich der Innenhöfe (Die Versorgung der innenliegenden Büros mit Tageslicht und deren Luftwechsel werden durch 6 Innenhöfe gewährleistet.) und einem neoklassischen Baustil (Dorische Kolonnaden an drei Seiten).
Die Fassade zur 15th Street erstreckt sich über die Länge von 3 Blocks und hat vier Pavillons mit flachen Dreiecksgiebeln im griechischen Stil. Diese sind mit Skulpturen von James Earle Fraser und Haig Patigian geschmückt. Das für die Öffentlichkeit zugängliche National Aquarium befand sich von der Fertigstellung des Gebäudes bis 2013 im Untergeschoss. Die Department of Commerce Library Services Branch, eine Bibliothek, die überwiegend von Regierungsangestellten und Wissenschaftlern genutzt wird, befindet sich ebenfalls in dem Gebäude.
In der Lobby des Hoover Building befindet sich die Bevölkerungsuhr, da das United States Census Bureau zum Handelsministerium gehört. 1982 hatte die Uhr eine Fehlfunktion, als sie etwa 50 Millionen mehr Amerikaner anzeigte als geschätzt waren.